# Мельком
Мельком — шашечный клуб из Твери. Название — по генеральному спонсору ОАО «Мелькомбинат», генеральный директор которого С. С. Потапов является президентом шашечного клуба «Мельком». Второй по времени образования (1999) профессиональный шашечный клуб России.
В свой первый же год «Мельком» под руководством Александра Новикова выиграла чемпионат России среди клубов (1999 год) и стала бронзовым призёром Кубка Европейской конфедерации (состав: Новиков Александр, Калмаков Андрей, Бонадыков Сергей, Письменный Григорий). Среди других международных успехов: бронза
- 3-й Кубок ЕШК, 2001 Санкт-Петербург, состав: Новиков А., Костионов И., Калмаков А., Письменный Г., Борков Д.
- 6-й Кубок ЕШК (мужчины), молниеносная программа, Таллинн, 2004, состав: А. Новиков, И. Костионов, А. Гетманский, Максим Мильшин.
- 7-й Кубок ЕШК (мужчины), блиц-программа, 2005 Канны (Франция), состав: А. Новиков, Р. Хеусденс, И. Костионов, А. Калмаков, Бонадыков С.

Бронзовый призёр V клубного чемпионата России по международным шашкам среди мужчин, г. Уфа, 24-28.04. 2004. Состав: Бонадыков Сергей, Тверь, гроссмейстер, Гетманский Александр, Тула, мгр, Калмаков Андрей, Тверь, мгр, Костионов Иван, Москва, гроссмейстер.